# Piezoresistenza
La piezoresistenza è la resistenza che un materiale (conduttore o semiconduttore) oppone al passaggio di una corrente elettrica quando varia la resistività elettrica {\displaystyle \rho } a seguito di una deformazione indotta sul materiale da una sollecitazione esterna. Dalla definizione di resistenza elettrica:
{\displaystyle R=\rho {\dfrac {l}{S}}}
nella quale {\displaystyle \rho } è la resistività, {\displaystyle l} è la lunghezza e {\displaystyle S} è l'area della sezione trasversale del conduttore, se si considera una sua variazione, differenziando si ha:
{\displaystyle dR=d\rho {\dfrac {l}{S}}+dl{\dfrac {\rho }{S}}-{\dfrac {\rho ldS}{S^{2}}}}
passando alle differenze finite:
{\displaystyle \Delta R=\Delta \rho {\dfrac {l}{S}}+\Delta l{\dfrac {\rho }{S}}-{\dfrac {\rho l\Delta S}{S^{2}}}}
e dividendo per {\displaystyle R} si ottiene:
{\displaystyle {\dfrac {\Delta R}{R}}={\dfrac {\Delta \rho }{\rho }}+{\dfrac {\Delta l}{l}}-{\dfrac {\Delta S}{S}}}
Ora dividendo per: {\displaystyle {\dfrac {\Delta l}{l}}=\varepsilon _{a}} che rappresenta la deformazione assiale si ottiene, per il primo termine al secondo membro
{\displaystyle PZR={\dfrac {\dfrac {\Delta \rho }{\rho }}{\varepsilon _{a}}}}
termine questo che rappresenta la variazione della resistenza in funzione della deformazione assiale e che quantifica la piezoresistività intrinseca del materiale. Questa vale circa zero per metalli a temperatura ambiente, mentre è prossima ad un fattore 100 per materiali semiconduttori.
Negli estensimetri per avere un fattore di taratura maggiore di 2 si ricorre ai sensori piezoresistivi a semiconduttore. Elevati fattori di taratura aumentano la sensibilità del trasduttore ma introducono non linearità, difficoltà di installazione ed elevata sensibilità alla temperatura.